# Hans Theiss
Hans Diogenes Theiss (* 20. September 1977 in München) ist ein deutscher Politiker (CSU), Arzt und Professor für Innere Medizin. Von 2014 bis 2025 war er Mitglied des Münchner Stadtrates, seit März 2025 ist er Abgeordneter des Deutschen Bundestags für den Wahlkreis München-Nord.

## Leben und Beruf

### Schule und Studium
Theiss machte 1996 am Wilhelmsgymnasium München sein Abitur und absolvierte den Grundwehrdienst bei den Gebirgsjägern in Mittenwald. Er studierte Humanmedizin an der Ludwig-Maximilians-Universität in München, promovierte 2003 und habilitierte 2010 (Lehrbefugnis für Innere Medizin).

### Beruf
Seit 2013 ist Theiss am Klinikum Großhadern der Ludwig-Maximilians-Universität in München als Oberarzt und Facharzt für Innere Medizin, Kardiologie und internistische Intensivmedizin tätig. Im Jahr 2016 erhielt er eine Professur für Innere Medizin an der LMU. Seine wissenschaftlichen Arbeiten befassen sich insbesondere mit der Stammzelltherapie nach Herzinfarkt. Klinisch liegt sein Schwerpunkt auf der minimalinvasiven Implantation von Aortenklappen sowie der Versorgung der Herzkranzgefäße beim Herzinfarkt. Nach seinem Einzug in den Bundestag 2025 übt er die klinische Tätigkeit in reduziertem Umfang weiter aus.

## Politischer Werdegang

### Werdegang in der CSU
Im Jahr 2002 trat Theis in die CSU ein. Er gehört seit 2014 dem Bezirksvorstand der CSU München an und ist seit 2016 Kreisvorsitzender der CSU München-Mitte. Von 2014 bis 2025 war er Mitglied des Münchner Stadtrats, ab 2014 als gesundheitspolitischer Sprecher der CSU-Stadtratsfraktion und ab 2018 zusätzlich als deren stellvertretender Vorsitzender. Zudem sitzt er im Aufsichtsrat der Stadtwerke München GmbH und der München Klinik GmbH.

### Deutscher Bundestag
Theiss wurde 2024 für die kommende Bundestagswahl als Direktkandidat der CSU im Bundeswahlkreis München-Nord nominiert, nachdem er sich in einer Kampfkandidatur gegen den amtierenden Wahlkreisabgeordneten Bernhard Loos durchgesetzt hatte. Bei der vorgezogenen Bundestagswahl 2025 holte Theiss mit 32,4 Prozent der Erststimmen das Direktmandat im Münchner Norden. Im 21. Deutschen Bundestag wirkt er als ordentliches Mitglied im Ausschuss für Gesundheit sowie im Ausschuss für Forschung, Technologie, Raumfahrt und Technikfolgenabschätzung mit und ist stellvertretendes Mitglied im Petitionsausschuss. Innerhalb der CSU-Landesgruppe fungiert er als fachpolitischer Sprecher für Forschung und Technologie.

## Privates
Theiss ist römisch-katholisch. Seit 2005 ist er mit Christine Theiss verheiratet, einer promovierten Medizinerin, Kickbox-Weltmeisterin und Fernsehmoderatorin. Gemeinsam haben sie eine Tochter (* 2016).

## Auszeichnungen
Für seine Verdienste um die Landeshauptstadt München wurde Theiss von Münchens Zweiten Bürgermeister, Dominik Krause, mit der Medaille München leuchtet – Den Freundinnen und Freunden Münchens in Silber ausgezeichnet.